# Kunti (Andong)
Kunti is een bestuurslaag in het regentschap Boyolali van de provincie Midden-Java, Indonesië. Kunti telt 2572 inwoners (volkstelling 2010).